# Norra Backa handelsplats
Norra Backa handelsplats är en handelsplats som ägs av Nordic III Borlänge. På denna handelsplats i Borlänge finns det 16 stycken butiker/restauranger som följer: Elgiganten, Clas Ohlson, Intersport, Systembolaget, Kronans Apotek, Arkens Zoo, Vettris, Sängjätten, Rusta, Lampshoppen, Hööks, Naturkompaniet, Babyproffsen, Jula, Coop, och Sibylla. Norra Backa handelsplats öppnades den 25 oktober 2013 i Borlänge.